# 雑賀信三郎
雑賀 信三郎（雜賀、さいか しんざぶろう / のぶさぶろう、1880年（明治13年）7月16日 - 1956年（昭和31年）8月3日）は、明治末から昭和前期の農業技術者、政治家、実業家。衆議院議員、山口県豊浦郡豊東村長。

## 経歴
山口県豊浦郡上保木村（豊東村上保木、菊川町を経て現下関市菊川町大字上保木）で、雑賀敬二郎の息子として生まれる。山口高等学校を経て、1907年（明治40年）東京帝国大学農科大学を卒業した。1908年（明治41）12月、一年志願兵として入営し、1911年（明治44年）4月、陸軍歩兵少尉に任じられ、のち歩兵中尉に昇進。
島根県農業技師に任官。熊本県農業技師に転じ、同県農商課長、熊本県農会幹事、同県産牛馬組合連合会副組長、同県茶業組合連合会顧問、熊本商業会議所特別議員、大日本産業組合熊本支部理事、大日本蚕糸業組合熊本支会商議員、同県実業団体連合会顧問などを務めた。
その後、帰郷して山口県会議員、同参事会員、豊東村長に在任。1915年（大正4年）3月、第12回衆議院議員総選挙に山口県郡部から立憲同志会所属で出馬して当選し、その後憲政会に所属して衆議院議員に1期在任した。
その他、防長農工銀行監査役、中外電気監査役、ラサ島燐礦（現ラサ工業）嘱託、長門鉄道取締役、大日本産業組合中央会山口支部理事、日本畜産組合評議員、自作農創設維持資金調査委員、防長海外協会代議員、豊浦郡農会長、帝国在郷軍人会豊浦郡連合分会副会長、福岡高等商業学校（現福岡大学）初代校長兼教授などを務めた。

## 親族
- 父 雑賀敬二郎（山口県会議長）[1][4]